# Ilario Di Buò
Ilario Di Buò (n. 13 decembrie 1965, Trieste, Teritoriul Liber al Triestului⁠(d)) este un arcaș ce a reprezentat Italia, medaliat olimpic. A participat la 6 ediții ale Jocurilor Olimpice (1984, 1988, 1992, 2000, 2004, 2008) în care a câștigat două medalii de argint.